# Binodoxys jaii
Binodoxys jaii är en stekelart som först beskrevs av Bhagat 1982.  Binodoxys jaii ingår i släktet Binodoxys och familjen bracksteklar. Inga underarter finns listade.